# Río Barbellido
El río, o garganta, Barbellido es un curso de agua de la península ibérica, afluente del Tormes por la izquierda. Perteneciente a la cuenca hidrográfica del Duero, discurre por la vertiente norte de la sierra de Gredos, en la provincia española de Ávila.

## Descripción
Nace en las cumbres de la sierra de Gredos, en el sitio llamado «Prado-Puerto». Entre sus primeros manantiales, que brotan en unas grandes praderas, a más de 2000 metros sobre el nivel del mar, y el punto que desemboca, hay un desnivel de unos 700 metros, corriendo sus aguas por un álveo granítico, muy angosto y profundo en varios sitios, cuyo fondo, bastante desigual, está cubierto de arena gruesa y guijas, y a veces de enormes cantos que, oponiéndose a la corriente, dan lugar a la formación sucesiva de pequeños remansos y espumosas cascadas de escasa altura. Hay en el río un remanso notable que no es debido a ninguna clase de obstáculos opuestos a su curso, sino a la mucha profundidad que alcanza su cauce de repente, formando un pozo, abierto tal vez en otro tiempo por la acción continua de algún salto de agua, que hoy día no existe. Este remanso, situado cerca de la desembocadura de la garganta, recibe el nombre de «Pozo de las Paredes», y está en parte cubierto por un puente de un solo ojo toscamente fabricado.
La garganta de Barbellido recibe, hacia la mitad de su curso, por su margen derecha, las aguas de un afluente notable, procedente de las alturas de la sierra, situadas entre el puerto del Peón y Prado-Puerto, llamado en su origen arroyo de la Covacha, y después de los Conventos. Poco más abajo recibe por su margen izquierda el arroyo Cepeda, afluente caudaloso que nace en una estribación de la sierra y riega en su corto curso numerosos prados naturales. La cuenca de la garganta, más ancha en la región superior que en la inferior, tiene una superficie de unos 50 kilómetros cuadrados.

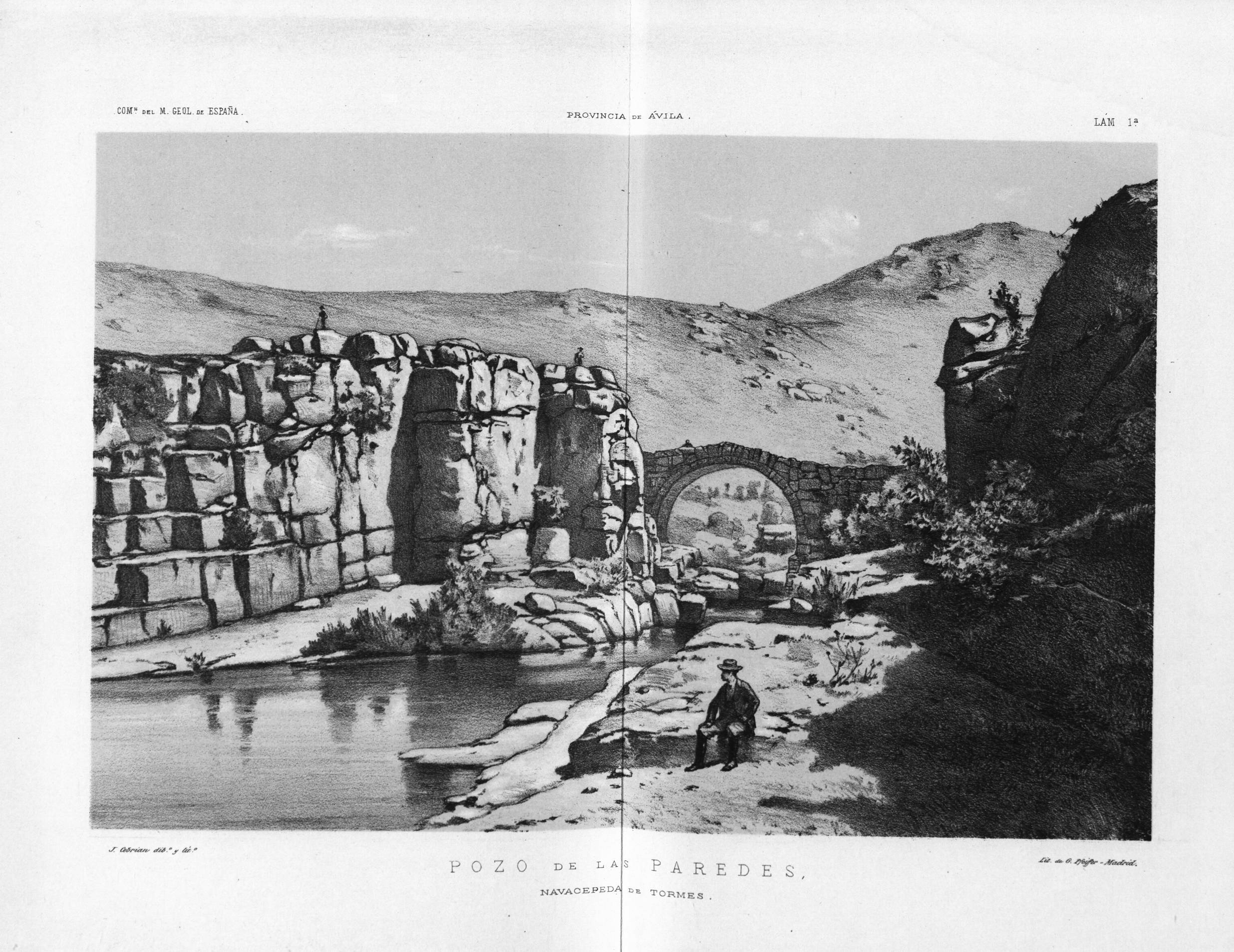
Litografía del Pozo de las Paredes en la Descripción física y geológica de la provincia de Ávila (1879)

Martín Donayre comenta en su Descripción física y geológica de la provincia de Ávila (1879) cómo el suelo de la cuenca del Barbellido no se dedicaba a ningún cultivo y estaba «cubierto exclusivamente de grandes praderas, espesos matorrales de piornos negros, cantizales y pelados riscos. Más abajo el suelo de la cuenca muestra una variada vegetacion espontánea, caracterizada por el piorno merino, el albar, la retama negra, el cantueso y el escaramujo, viéndose ademas, en las márgenes de la garganta, dos extensas fajas de verdura formadas por prados de regadío, hileras de sauces y grupos de olmos, álamos y robles».
Corre en su origen hacia el noreste, entrando en el Tormes, por la margen izquierda de este río, con dirección sureste a noroeste, después de haber descrito una gran curva durante su curso de 14 kilómetros. Su desembocadura se encuentra a menos de medio kilómetro aguas abajo del puente de Navacepeda. Las aguas del Tormes terminan a su vez vertidas primero en el Duero y, finalmente, en el océano Atlántico.
A comienzos del siglo XXI existía una pequeña explotación hidroeléctrica en su curso.